# Abnehmspiel

Der Anfang des Abnehmspiels

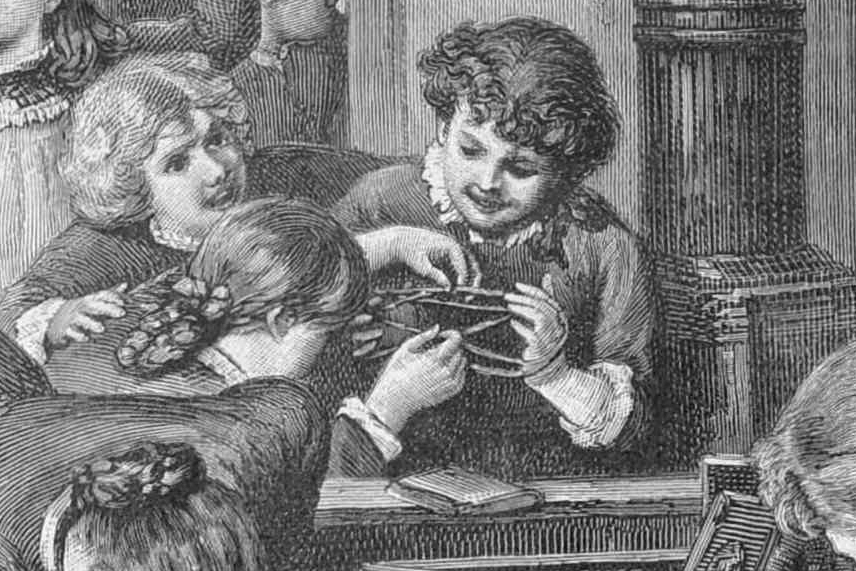
Grafik von 1888

Das Abnehmspiel, auch das Abnehmen, ist ein Fadenspiel (eine Figurenfolge) für zwei oder mehr Spieler. In dieser in Europa bekanntesten Form des Fadenspiels geht es darum, aus einem bestimmten Anfangsbild neue Figuren zu entwickeln, indem die Kordel vom Mitspieler abgenommen und auf die eigenen Hände aufgenommen wird.
Das Abnehmspiel ist auf der ganzen Welt unter verschiedenen Namen bekannt, zum Beispiel in Hawaii unter hei oder auf der Osterinsel unter kai kai.

## Herkunft

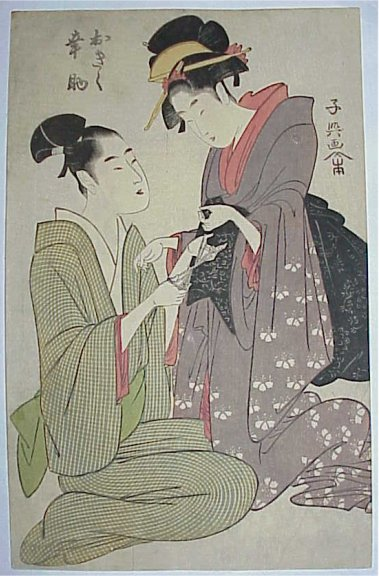
Ein Paar beim Spiel auf einem Ukiyo-e von Eishosai Choki

Diese Figur stammt vermutlich aus Japan, wo sie seit dem Mittelalter in Bildern dokumentiert ist. Mutmaßlich waren es Seefahrer, die sie dann nach Europa brachten, weil sie erst nach dem Mittelalter in Gemälden auftaucht.

## Beschreibung
Hierzu benötigt man eine etwa 2 Meter lange Schnur.

### Anfang
- man wickelt die Kordel einmal um jedes Handgelenk, wobei die langen Schnüre parallel bleiben müssen
- man steckt den Mittelfinger der einen Hand unter die Schnur, die vor der Handfläche der anderen verläuft, und zieht die Hände auseinander.
- mit der anderen Hand verfährt man gegengleich (anders als im Bild, wo der linke Zeigefinger anstelle des Mittelfingers gezeigt wird)

Die ursprüngliche Spielweise ist vermutlich die japanische (Mittelfinger nehmen auf). Es gibt aber auch die Spielweise mit beiden Zeigefingern, besonders in Europa.

### Matratze
Auch Karo-As genannt.
- man steckt Daumen und Zeigefinger beider Hände von außen durch die sich kreuzenden Schnüre (wobei der Daumen auf der einen und der Zeigefinger auf der anderen Seite sein muss)
- man zieht die gekreuzten Schnüre nach außen, unter den parallelen Schnüren vorbei wieder nach oben, wobei diese mit abgehoben werden, und zieht die Hände auseinander
- jetzt sollte man ein doppeltes, eingerahmtes X sehen

(ab hier müssen noch Beschreibungen und Bilder ergänzt werden)

### Straße
Auch Spiegel oder Bahnschienen oder zwei Kerzen genannt.
- Mit Daumen und Zeigefinger in die beiden X greifen. (es sind ja zwei X die ein eingeramtes X ergeben)
- Die gegriffenen Fäden nach außen ziehen und von unten durch die parallelen Fäden führen.
- Das ergibt 4 parallele Fäden.

### Wiege
Auch Badewanne oder Katzenwiege genannt. Im Grunde ist dies die umgedrehte Anfangsfigur. Im englischen Sprachraum wird das Abnehmspiel vermutlich nach dieser Figur Cat’s Cradle genannt. Die Etymologie des englischen Namens ist aber umstritten, Kurt Vonnegut wählte Cat’s Cradle als Titel eines Romanes.
- Die mittleren Fäden mit den kleinen Fingern überkreuzt greifen, und nach außen ziehen.
- Dann Daumen und Zeigefinger durch das entstandene Dreieck tauchen und die parallelen Fäden von unten aufgreifen.
- Dabei die Fäden an den kleinen Fingern nicht fallen lassen

### Matratze gekehrt
Sieht genauso aus wie die Matratze, nur zeigen die Finger nach unten.

### Katzenauge
Das Katzenauge wird wie die Straße gebildet.
- Mit Daumen und Zeigefinger von oben in die beiden X greifen.
- Die gegriffenen Fäden nach außen ziehen und um die äußeren Fäden von unten wieder in das Mittelloch führen.

### Schwein auf der Leiter
Auch „der schlafende Bär“ (Der Bär streckt alle viere von sich.) oder Krebs genannt.

### Krone/Hosenträger
Je nachdem, wie man das Schwein auf der Leiter abnimmt, kommt man zur Krone oder zu den Hosenträgern.

## Sonstiges
Auf der Osterinsel werden mithilfe des Abnehmspiels Geschichten weitererzählt, die wahrscheinlich so alt wie die Moais sind. Die Geschichten werden nur in Rapanui, nicht in der heutigen Inselsprache Spanisch erzählt.